# Arcos de Valdevez (São Paio) e Giela
Arcos de Valdevez (São Paio) e Giela (oficialmente: União das Freguesias de Arcos de Valdevez (São Paio) e Giela) é uma freguesia portuguesa do município de Arcos de Valdevez com 5,52 km² de área e 1676 habitantes (censo de 2021). A sua densidade populacional é 303,6 hab./km².

## História
Foi constituída em 2013, no âmbito de uma reforma administrativa nacional, pela agregação das antigas freguesias de São Paio e Giela. com sede em São Paio

## Demografia
A população registada nos censos foi:
| Distribuição da População por Grupos Etários | Distribuição da População por Grupos Etários | Distribuição da População por Grupos Etários | Distribuição da População por Grupos Etários | Distribuição da População por Grupos Etários | Distribuição da População por Grupos Etários |
| -------------------------------------------- | -------------------------------------------- | -------------------------------------------- | -------------------------------------------- | -------------------------------------------- | -------------------------------------------- |
| Antes da agregação                           |                                              |                                              |                                              |                                              |                                              |
| Ano                                          | 0-14 anos                                    | 15-24 anos                                   | 25-64 anos                                   | >= 65 anos                                   | Total                                        |
| 2001                                         | 228                                          | 251                                          | 836                                          | 296                                          | 1611                                         |
| 2011                                         | 248                                          | 184                                          | 916                                          | 313                                          | 1661                                         |
| Após a agregação                             |                                              |                                              |                                              |                                              |                                              |
| Ano                                          | 0-14 anos                                    | 15-24 anos                                   | 25-64 anos                                   | >= 65 anos                                   | Total                                        |
| 2021                                         | 210                                          | 180                                          | 871                                          | 415                                          | 1676                                         |